# Madeleine Albright

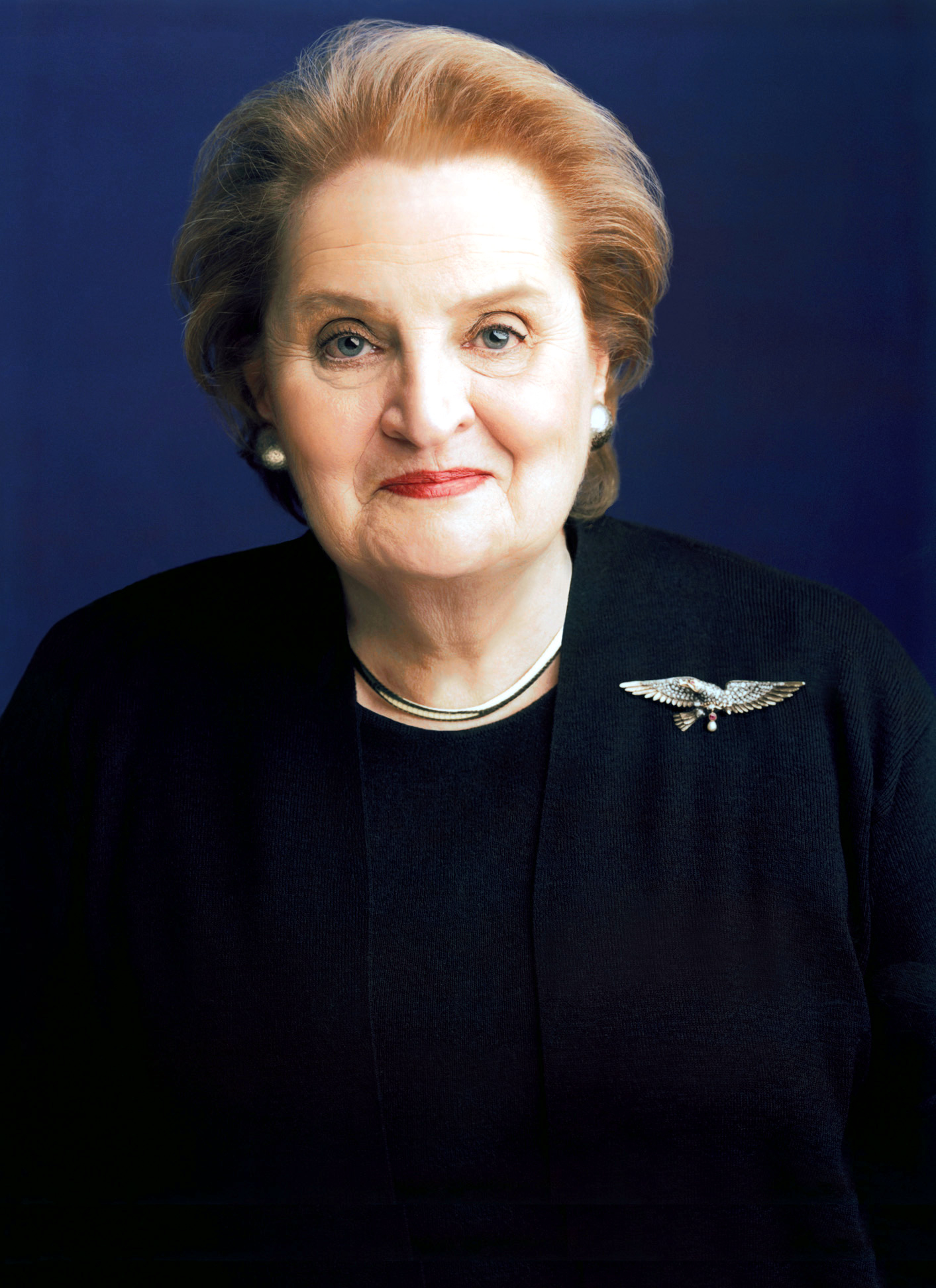
Madeleine Albright

Madeleine Korbel Albright, geborene Marie Jana Körbelová (später Korbelová) (* 15. Mai 1937 in Prag; † 23. März 2022 in Washington, D.C.), war eine US-amerikanische Politikerin (Demokratische Partei). Sie war von 1997 bis 2001 Außenministerin der USA und die erste Frau in diesem Amt.

## Leben
Ihr Vater Josef Körbel war ein tschechoslowakischer Diplomat, später Politikprofessor an der Universität Denver in den USA. Zehn Tage nach dem Einmarsch der deutschen Wehrmacht in Prag floh die engere Familie 1939 über Warschau nach London. Im Jahr 1941 konvertierten ihre Eltern zum Katholizismus und erzogen ihre Kinder in diesem Glauben, ohne ihnen von der eigenen jüdischen Vergangenheit zu erzählen. Erst im Alter von 58 Jahren – nach einem Brief im November 1996 und Behauptungen arabischer Zeitungen im Dezember 1996 – erfuhr Albright durch Recherchen der Washington Post, dass drei ihrer Großeltern im Holocaust ermordet wurden. Die Namen von Arnost und Olga Körbel fand sie in der Pinkas-Synagoge in Prag Anfang 1997 in der Liste von 77.000 Menschen, die im Holocaust umgekommen waren. Der Tod ihrer Großmutter Anna Spieglova wurde durch Transportlisten und Aussagen ihrer Verwandten wahrscheinlich gemacht. Auch zahlreiche andere Familienmitglieder, die in der Tschechoslowakei verblieben, wurden ermordet.
1945 kehrte Josef Körbel (seither: Korbel) mit seiner Familie nach dem Krieg an der Seite der Exilregierung von Edvard Beneš mit großen Hoffnungen nach Prag zurück. Im Herbst 1945 wurde er zum tschechoslowakischen Botschafter in Belgrad, Jugoslawien, ernannt und übersiedelte mit seiner Familie dorthin. 1948 gelang es der Familie, nach dem kommunistischen Staatsstreich in der Tschechoslowakei politisches Asyl in den Vereinigten Staaten zu erhalten, deren Staatsbürgerin Marie Jana Korbelová 1957 wurde. Im gleichen Jahr wurde auch ihr Vater US-Bürger.
Von 1959 bis zur Scheidung 1982 war sie mit dem Journalisten Joseph Medill Patterson Albright verheiratet. Sie konvertierte in der Ehe zum Episkopalismus. Das Paar hat drei Töchter, die Zwillinge Alice und Anne (* 17. Juni 1961) sowie Katherine (* 5. Juni 1967).
Von 1959 an studierte Madeleine Albright Politikwissenschaft am Wellesley College sowie Rechts- und Staatswissenschaften an der Columbia University, wo sie 1976 über den Prager Frühling promovierte. Dort lernte sie den neben Henry Kissinger bekanntesten Geostrategen der USA, Zbigniew Brzeziński kennen, der sie später ins Weiße Haus holte. Sie war von 1982 bis 1992 Fakultätsmitglied der Edmund A. Walsh School of Foreign Service an der Georgetown University in Washington.
Albright sprach neben Tschechisch und Englisch auch Französisch und konnte sich auch gut auf Russisch und Polnisch verständigen. Als Markenzeichen galten ihre Broschen, die angeblich gelegentlich auch zur Übermittlung politischer Botschaften genutzt wurden.
Am 23. März 2022 erlag sie nach Angaben ihrer Familie einem Krebsleiden.

## Politische Laufbahn 1976–2001
Seit den 1970er Jahren war sie in der Politik der Demokratischen Partei engagiert. Von 1976 bis 1978 beriet sie den US-Senator Edmund Muskie, von 1978 bis 1981 war sie Mitglied des United States National Security Council und des Stabs von Präsident Jimmy Carter. In den Präsidentschaftswahlkämpfen der 1980er Jahre beriet sie 1984 den demokratischen Kandidaten Walter Mondale und 1987/88 Michael Dukakis. Ab 1993 vertrat sie die USA als Botschafterin bei der UNO. Am 23. Januar 1997 wurde Albright, von Präsident Bill Clinton berufen, als 64. Außenminister der USA vereidigt. Sie verblieb bis zum Ende seiner Amtszeit, 2001, im Kabinett Clinton.
Václav Havel, ein Freund von Albright, schlug ihr vor, seine Nachfolgerin im Amt des tschechischen Staatspräsidenten zu werden.

## Tätigkeiten ab 2001
Nach ihrem Ausscheiden als Außenministerin gründete Albright das politische Beratungsunternehmen Albright Stonebridge Group in Washington, D.C., das Politik- und Strategieberatung anbietet. Madeleine Albright lehrte an der Edmund A. Walsh School of Foreign Service und war Vorsitzende des Board of Directors des National Democratic Institute for International Affairs (NDI), einer den Demokraten nahestehenden, steuerfinanzierten Einrichtung zur Demokratieförderung in Entwicklungsländern mit Hauptsitz in Washington, D.C. Von 2004 bis 2014 saß Albright im Board of Directors des Council on Foreign Relations, dem sie bereits seit 1976 als Mitglied angehörte.
2005 hatte Albright einen kurzen Gastauftritt in der erfolgreichen Fernsehserie Gilmore Girls. 2014 hatte Albright einen kurzen Gastauftritt in der Fernsehserie Madam Secretary, 2015 in Parks and Recreation.
Albright trat mehrere Male auf Promotion-Veranstaltungen des Netzwerk-Marketing-Unternehmens Herbalife auf und betrieb für das Unternehmen internationale Lobbyarbeit. Auf eine Nachfrage der Los Angeles Times nach ihrer Lobbyistentätigkeit antwortete ihr Unternehmen nicht.
Albright unterstützte Hillary Clinton bei den Vorwahlen der Demokraten zu den Präsidentschaftswahlen 2008 und 2016. Im Juni 2018 benannte Albright deren siegreichen republikanischen Kontrahenten Donald Trump als den am wenigsten demokratischen Präsidenten in der Geschichte der modernen USA.

## Äußerung zum Massensterben irakischer Kinder
Oft kritisiert wurde Albright für eine kontroverse Aussage über die Folgen der US-Sanktionen gegen den Irak. In einem CBS-Interview vom 12. Mai 1996 wurde sie in ihrer damaligen Funktion als US-Botschafterin bei den Vereinten Nationen von Lesley Stahl gefragt: „Wir haben gehört, dass eine halbe Million Kinder gestorben sind – das sind mehr Kinder, als in Hiroshima starben. Ist es diesen Preis wert?“ Ihre Antwort lautete: „Es ist diesen Preis wert.“ In ihrer Autobiografie bezeichnete Albright diese Aussage als „politischen Fehler“. 2016 sollte Albright die Rede zur Abschlussfeier des Scripps College in Claremont, Kalifornien halten. 28 Professoren unterzeichneten ein Protestschreiben, und zahlreiche Studenten kündigten an, der Feier fernzubleiben, wenn Albright die Rede hielte. Begründet wurde diese Reaktion mit Albrights politisch kontroversem Image; laut den Studenten war sie eine Kriegsverbrecherin. Trotz anhaltender Proteste hielt Albright ihre Rede.

## Schriften (Auswahl)
- Madam Secretary. Die Autobiographie. Übersetzung Holger Fliessbach, Angela Schumitz. Bertelsmann, München 2003, ISBN 978-3-570-00729-7.
- Der Mächtige und der Allmächtige. Gott, Amerika und die Weltpolitik. Übersetzung Reinhard Kreissl, Maria Zybak. Droemer Knaur, München 2006, ISBN 978-3-426-27399-9.
- Amerika – du kannst es besser: Was ein guter Präsident tun und was er lassen sollte. Übersetzung Reinhard Kreissl. Droemer Knaur, München 2008, ISBN 978-3-426-27457-6.
- Winter in Prag: Erinnerung an meine Kindheit im Krieg. Übersetzung Norbert Juraschitz. Siedler, München 2013, ISBN 978-3-88680-988-2.
- Faschismus: Eine Warnung. Übersetzung Bernhard Jendricke, Thomas Wollermann. DuMont Buchverlag, Köln 2018, ISBN 978-3-8321-8361-5.
- Die Hölle und andere Reiseziele: Eine Autobiografie im 21. Jahrhundert. Übersetzung Bernhard Jendricke, Thomas Wollermann. DuMont Buchverlag, Köln 2020, ISBN 978-3-8321-8399-8.

## Auszeichnungen (Auswahl)
- 1997: Großkreuz des tschechischen Ordens des Weißen Löwen
- 2000: Komturkreuz mit Stern des Verdienstordens der Republik Ungarn
- 2000: Großer Orden der Königin Jelena (Kroatien)
- 2001: Aufnahme in die American Academy of Arts and Sciences
- 2004: Orden des Marienland-Kreuzes (I. Klasse)
- 2009: Großkreuz des Verdienstordens der Republik Polen
- Großkreuz des Finnischen Ordens der Weißen Rose
- 2012: Presidential Medal of Freedom[20]
- 2019: Kosovarischer Freiheitsorden
- 2020: Preis für Verständigung und Toleranz des Jüdischen Museums Berlin